# NGC 1546
NGC 1546 ist eine Spiralgalaxie mit ausgedehnten Sternentstehungsgebieten vom Hubble-Typ Sa im Sternbild Dorado am Südsternhimmel. Sie ist schätzungsweise 50 Millionen Lichtjahre von der Milchstraße entfernt und hat einen Durchmesser von etwa 50.000 Lichtjahren. Sie ist Mitglied der fünf Galaxien zählende NGC 1553-Gruppe (LGG  112).
Im selben Himmelsareal befinden sich u. a. die Galaxien NGC 1549, NGC 1553, IC 2058, IC 2060.
Das Objekt wurde am 5. Dezember 1834 vom britischen Astronomen John Herschel entdeckt.

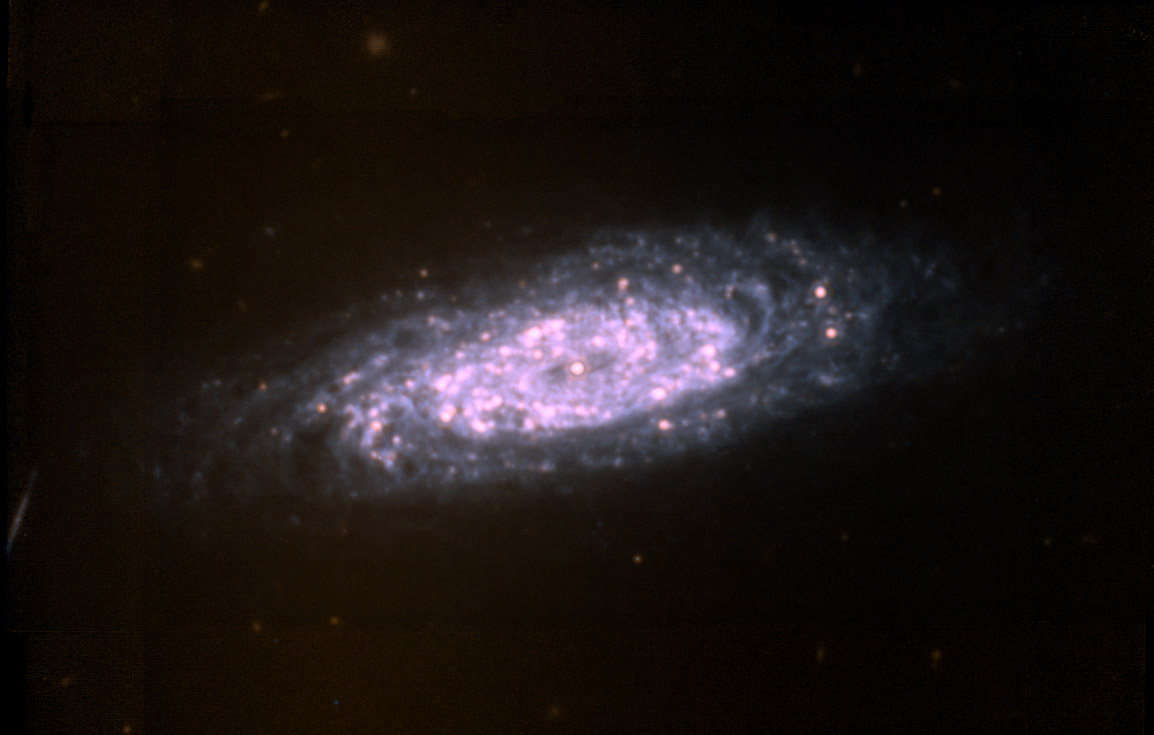
MIRI-Aufnahme des James Webb-Weltraumteleskops